# 東條有伸
東條 有伸（とうじょう ありのぶ、1955年8月1日 - ）は、日本の医学者、血液内科医。東京大学名誉教授。東京大学医科学研究所附属病院長を経て、東京科学大学副学長。

## 人物・経歴
千葉県成田市出身。1974年開成高等学校卒業。1981年東京医科歯科大学（現東京科学大学）医学部卒業、東京医科歯科大学医学部附属病院（現東京科学大学病院）研修医。1982年横浜赤十字病院内科医師。1983年東京医科歯科大学医学部附属病院第一内科医員。1988年東京大学大学院医学系研究科第一臨床医学専攻修了、医学博士。1987年日本学術振興会がん特別研究員。
1988年東京大学医科学研究所附属病院助手。1991年東京大学医科学研究所助手。1995年東京大学医科学研究所附属病院講師。2002年東京大学医科学研究所付属先端医療研究センター助教授。2005年東京大学医科学研究所付属先端医療研究センター教授。2018年東京大学医科学研究所附属病院長。
2021年東京大学名誉教授、東京医科歯科大学副理事・副学長（連携・データサイエンス・教員人事担当）、東京医科歯科大学統合イノベーション推進機構長。2022年東京医科歯科大学理事・副学長（連携・データサイエンス・教員人事担当）。2022年知財功労賞経済産業大臣表彰受賞。2024年東京科学大学副理事（寄附担当）・副学長（産学連携寄附担当）。専門は血液内科学、分子腫瘍学、幹細胞医学。

## 編書
- 『G-CSF〈顆粒球コロニー刺激因子〉の基礎と臨床』医薬ジャーナル社 2013年